# ناحية راجو
ناحية راجو إحدى نواحي سوريا تتبع إداريّاً لمحافظة حلب منطقة عفرين ومركزها بلدة راجو، بلغ تعداد سكان الناحية 21,955 نسمة حسب التعداد السكاني لعام 2004.

## بلدات وقرى ناحية راجو
العلياء، أدة، علمدار، عطمان، بربند، البتراء، بيت عدين، الصوان الكبير، بلالية، البئرين، الدرويشية، ضوضو، الغزلان، حاج خليل، حجمان، هليل، حمشو، الحجيج، الجبلية، جلقمة، جنجلة، كوران، كوسان، الصوان الصغير، الضحاك التحتاني، المعامل، ماسيكان، ميدان أكبس، المرتفعة، موسيه، عمر ، الأمسية، القلم، الراعي، راجو، شنكل، شيخ محمد، الشيوخ، الطلة، الطاقية، الثدي، الثلاثية، الضحاك فوقاني، السودة، الشديان، المسنة.